# Susan Chuang
Susan Chuang (...) è un'attrice statunitense di origini cinesi.

## Filmografia

### Cinema
- Del Playa (2017)

### Televisione
- Detective Monk (Monk) - serie TV, episodio 2x06 (2003)
- Close to Home - Giustizia ad ogni costo (Close to Home) - serie TV, episodio 1x13
- Cold Case - Delitti irrisolti (Cold Case) - serie TV, 11 episodi (2004-2007)
- Wendy Wu: Guerriera alle prime armi (Wendy Wu: Homecoming Warrior), regia di John Laing – film TV (2006)
- Victorious - serie TV, episodio 1x17 (2011)
- Criminal Minds - serie TV, 1 episodio (2011)
- The Protector - serie TV, 1 episodio (2011)
- Law & Order: Unità vittime speciali (Law & Order: Special Victims Unit) - serie TV, episodio 13x11 (2012)
- Chasing Life - serie TV, episodio 2x08 (2014)
- Grey's Anatomy - serie TV, 5 episodi (2014)
- C'era una volta (Once Upon a Time) - serie TV, episodio 3x08 (2014)
- Shameless - serie TV, 1 episodio (2015)
- Le regole del delitto perfetto (How to Get Away with Murder) - serie TV, episodio 3x13 (2017)
- The Big Bang Theory - serie TV, 2 episodi (2017)
- Veep - Vicepresidente incompetente (Veep) - serie TV (2017)
- Young Sheldon - sitcom, 1 episodio (2018)
- SWAT - serie TV, 1 episodio (2020)

## Doppiatrici italiane
Nelle versioni in italiano delle opere in cui ha recitato, Susan Chuang è stata doppiata da:
- Angela Brusa in Del Playa
- Tullia Perisi in Close to home - Giustizia ad ogni costo
- Cinzia Massironi in Victorious
- Silvia Tognoloni in Grey's Anatomy
- Gilberta Crispino in Criminal Minds: Suspect Behavior
- Roberta Pellini ne Le regole del delitto perfetto
- Benedetta Ponticelli in Magnum P.I.